# チェーンヒート
『チェーンヒート』（英題: Chained Heat, 独題: Das Frauenlager）は、女子刑務所を舞台にした1983年のエクスプロイテーション映画・女囚映画。ポール・ニコラスが監督・共同脚本、リンダ・ブレアが主演をつとめた。

## あらすじ
幼く素朴な少女キャロル・ヘンダーソン（リンダ・ブレア）は事故による殺人を犯して18ヶ月の刑期が課せられた。入所して間もなく、ひどく変質的な所長バックマン（ジョン・ヴァーノン）と顔を合わせ、さらには刑務所内の激しい人種間抗争を繰り広げる派閥の各中心人物、女囚のエリカ（シビル・ダニング）とダッチェス（タマラ・ドブソン）に出会う。所内を見渡せば看守長テイラー（ステラ・スティーヴンス）の取り仕切る麻薬売買・レイプ・売春が横行しており、テイラーの愛人とエリカが万事内々にことを運んでいた。
あるとき、これらに対して怒りや不安が巻き起こる。しかし、看守間にはびこる汚職から一切の問題を封印されてしまったため、それを契機に肌の色・国籍の垣根を越えた女囚たちが一致団結して戦い挑むことになる。

## キャスト
- キャロル - リンダ・ブレア (戸田恵子)
- バックマン所長 - ジョン・ヴァーノン(中庸助)
- エリカ - シビル・ダニング
- ダッチェス - タマラ・ドブソン
- テイラー看守長 - ステラ・スティーヴンス
- ヴァル - シャロン・ヒューズ
- レスター - ヘンリー・シルヴァ
- カウフマン - ニタ・タルボット
- バブルス - ルイザ・モリッツ
- マーティン - マイケル・カラン
- ルル - グレタ・ブラックバーン

## 続編
ロイド・シマンデルが監督をつとめ、ブリジット・ニールセン、ポール・コスロ、キンバリー・ケイツ、カリ・ホイットマン（カリ・ケンネル）らの出演で続編『チェーンヒート2』（原題：Chained Heat II）が1992年にカナダで公開された。またそれに続いてマイク・ロール（マイケル・ロール名義）が監督、クリス・ハイド（クリストファー・ハイド名義）が脚本をつとめ、ニコル・ニース、ベントレー・ミッチャムらの出演で3作目『ボディ・ハンティング』（原題：Hell Mountain）が1998年に制作されている。